# نوریجواک (مین)
نوریجواک (به انگلیسی: Norridgewock) یک منطقهٔ مسکونی در ایالات متحده آمریکا است که در شهرستان سامرست، مین واقع شده‌است. نوریجواک ۱۳۲٫۶۳ کیلومتر مربع مساحت و ۳٬۳۶۷ نفر جمعیت دارد.